# كوالا باتيه

كوالا باتيه أو كوالا باتي (بالإندونيسية: Kuala Batee) هي تقسيم إداري في دائرة جنوب غرب آتشيه، آتشيه، إندونيسيا. تعرضت كوالا باتيه للهجوم من قبل البحرية الأمريكية بأمر من الرئيس أندرو جاكسون بحملة في 1832 وذلك انتقاماً لمهاجمة أهل كوالا باتية علي طاقم سفينة أمريكية في فبراير 1831 وقد سمح التسلح المتفوق للأميركيين بمذبحة أكثر من 300 من السكان المحليين، في حين قتل فقط 2 من مشاة البحرية. ولكن بعد 6 سنوات تم نهب سفينة أخرى في ظروف مختلفة، مما أسفر عن حملة أخرى في بداية 1839.